# Люлька, Сергей Николаевич
Серге́й Никола́евич Лю́лька (укр. Сергій Миколайович Люлька; род. 22 февраля 1990, Киев) — украинский футболист, защитник.

## Карьера

### Клубная
Выпускник ДЮФШ «Динамо» (Киев) имени Валерия Лобановского. В детско-юношеской лиге провёл 73 игры за «Динамо», забил 7 мячей. В сезоне 2007/08 провёл 6 игр за команду «Динамо-3» во Второй лиге. 29 мая 2009 года дебютировал за «Динамо-2» в игре против «Львова». К концу 2010 года провёл 52 матча в составе «динамовцев» в Первой лиге.
Летом 2012 года перешёл в чешский «Слован» (Либерец) на год на правах аренды. 28 июля 2012 года в матче первого тура чешского чемпионата сезона 2012/13 дебютировал за «Слован» в матче против команды «Пршибрам». Люлька вышел в стартовом составе и отыграл всю игру. В конце 2012 года киевское «Динамо» досрочно вернуло его из аренды по просьбе нового главного тренера «Динамо» Олега Блохина. 11 июля 2013 года был отдан в аренду в ужгородскую «Говерлу», где играл до конца 2015 года.
12 января 2016 года стало известно о возвращении Сергея в «Слован» полноценным трансфером с заключением контракта сроком на 2,5 года. В июле 2016 года подписал контракт с одесским «Черноморцем». Перед стартом сезона 2018/19 перешёл в черниговскую «Десну», подписав соглашение сроком на 2 года. Летом 2019 года покинул «Десну».
В сентябре 2019 года подписал годичный контракт с клубом «Львов».
5 сентября 2020 года подписал контракт с «Металлом», который в июне следующего года был переименован на «Металлист». 20 августа 2021 года был исключён из заявки харьковского клуба.

### В сборной
Дебютировал за юношескую сборную Украины 22 апреля 2009 года против Латвии. Провёл итого 3 игры, попал в финальную заявку команды на чемпионат Европы 2009. В первой игре против Словении получил травму на 15-й минуте и был заменён на Богдана Бутко. Выбыл до конца турнира, однако всё же стал чемпионом Европы.

## Достижения
- Чемпион Европы среди юношей (до 19 лет): 2009

## Статистика
| Клуб     | Сезон   | Чемпионат | Чемпионат | Кубок | Кубок | Еврокубки | Еврокубки | Суперкубок | Суперкубок | Итого | Итого |
| Клуб     | Сезон   | Игры      | Голы      | Игры  | Голы  | Игры      | Голы      | Игры       | Голы       | Игры  | Голы  |
| -------- | ------- | --------- | --------- | ----- | ----- | --------- | --------- | ---------- | ---------- | ----- | ----- |
| «Слован» | 2012/13 | 12        | 0         | 1     | 0     | 4         | 0         | -          | -          | 17    | 0     |
| «Слован» | Итого   | 12        | 0         | 1     | 0     | 4         | 0         | 0          | 0          | 17    | 0     |
| Итого    | Итого   | 12        | 0         | 1     | 0     | 4         | 0         | 0          | 0          | 17    | 0     |

откорректировано по состоянию на 8 октября 2012 года